# Jour pendulaire
Le jour pendulaire (pendulum day) est le temps nécessaire au plan d’oscillation du pendule de Foucault pour accomplir une rotation complète autour de la verticale du lieu. 

## Le jour pendulaire
La valeur du jour pendulaire est égale au jour sidéral divisé par la valeur absolue du sinus de la latitude du lieu.
Le demi-jour pendulaire est plus connu sous la dénomination de période de Coriolis ou période d’inertie. En océanographie et en météorologie, cette période est celle de l’oscillation d’inertie à la latitude considérée.